# Calimeros
Die Calimeros sind eine Schweizer Schlagerband.

## Bandgeschichte
Die Idee für eine Unterhaltungsband entstand 1976 bei einem Vereinsabend des Sportclubs von Uetendorf. Gegründet wurden die Calimeros daraufhin von Roland Eberhart, Kurt Wyss († Juni 2013) und drei weiteren Kollegen. Zuerst spielten sie nur auf Festen und Feiern, hatten sich aber in wenigen Jahren so etabliert, dass sie 1983 ihr erstes Album Sommerwind aufnahmen. Mit dem von Eberhart geschriebenen Lied Du bist wie die Sterne so schön enthielt es ihr bis heute bekanntestes Stück. 2008 wurde es in der Fernsehsendung Die grössten Schweizer Hits in der Kategorie Heimat & Fernweh nominiert.
Das erste Album erlangte bereits Platin und über die Jahre erschienen über 20 Alben, die mit fünf Goldenen und vier Platin-Schallplatten für insgesamt über 700'000 verkaufte Tonträger ausgezeichnet wurden. Sie gelten damit als erfolgreichste Schlagergruppe der Schweiz.
Bereits nach dem ersten Erfolg gab es zahlreiche Fernsehauftritte und 1992 zum 15-jährigen Jubiläum eine eigene Show im Schweizer Fernsehen. Vier Jahre später wurden sie von Koch Media unter Vertrag genommen und seitdem sind sie auch in Deutschland und Österreich vertreten. Ende 1999 verliessen zwei Mitglieder die Band, so dass die Calimeros inzwischen nur noch als Trio unterwegs sind. In den 2000ern war die Band fünfmal im Vorentscheid zum Grand Prix der Volksmusik vertreten und trat in internationalen TV-Sendungen wie dem Musikantenstadl und Achims Hitparade auf.
Der Kopf der Band, Roland Eberhart, veröffentlichte 2004 ein Soloalbum mit dem Titel  I tröime vo Dir mit Liedern in Berndeutsch. Er komponiert nicht nur fast alle Stücke der eigenen Band, sondern schreibt auch für andere Interpreten wie Die Amigos und Combox. Bei Radio Eviva hat er eine eigene Radiosendung.
Das im Juli 2015 veröffentlichte Album Sommersehnsucht stellt in der Schweiz das erfolgreichste Album dar. Es erreichte Platz 1 und verteidigte diesen Platz auch in der 2. Woche.
In Deutschland und Österreich erreichte es jeweils Platz 5, konnte aber an den Erfolg in der Schweiz nicht anknüpfen. In Österreich flog es nach nur einer Woche aus den Charts, in Deutschland rutschte es in der 2. Woche auf Platz 71 ab.
Im Juli 2016 erschien das nächste Album Schiff Ahoi. Es erreichte wieder Platz 1 der Schweizer Charts. Erstmal gelang es den Calimeros, Platz 2 in Deutschland beziehungsweise den Spitzenplatz in Österreich zu erreichen.
Mit der Veröffentlichung von Endlos Liebe im Mai 2019 erreichten sie erstmals Platz eins der deutschen Albumcharts. Damit sind sie die erste Schweizer Band in der Geschichte der deutschen Musikcharts, der das gelungen ist.

## Bandmitglieder
- Roland Eberhart (* 11. Juli 1956 in Thun)
- Andy Rynert
- Andy Steiner

## Diskografie

### Alben
| Jahr | Titel                                     | Höchstplatzierung, Gesamtwochen, AuszeichnungChartplatzierungen (Jahr, Titel, Platzierungen, Wochen, Auszeichnungen, Anmerkungen) | Höchstplatzierung, Gesamtwochen, AuszeichnungChartplatzierungen (Jahr, Titel, Platzierungen, Wochen, Auszeichnungen, Anmerkungen) | Höchstplatzierung, Gesamtwochen, AuszeichnungChartplatzierungen (Jahr, Titel, Platzierungen, Wochen, Auszeichnungen, Anmerkungen) | Anmerkungen                              |
| Jahr | Titel                                     | DE | AT | CH | Anmerkungen                              |
| ---- | ----------------------------------------- | --- | --- | --- | ---------------------------------------- |
| 1985 | Ihre goldenen Erfolge                     | — | — | CH9 Platin · (8 Wo.)CH |                                          |
| 1986 | Einsam möchte ich nicht sein              | — | — | CH21 Platin · (4 Wo.)CH |                                          |
| 1987 | 10 Jahre                                  | — | — | CH28 Platin · (4 Wo.)CH |                                          |
| 1989 | Nur aus Liebe                             | — | — | CH22 Gold · (2 Wo.)CH |                                          |
| 1990 | Super Erfolge 2                           | — | — | CH22 Gold · (4 Wo.)CH |                                          |
| 1991 | Gib mir deine Hand                        | — | — | CH20 Gold · (2 Wo.)CH |                                          |
| 1997 | Das geht unter die Haut                   | — | — | CH42 (1 Wo.)CH |                                          |
| 1999 | Zwei kleine Engel                         | — | — | CH48 (1 Wo.)CH |                                          |
| 2005 | Einmal noch die Sehnsucht spür’n          | — | — | CH68 (2 Wo.)CH | Erstveröffentlichung: 25. August 2005    |
| 2007 | Das Feuer brennt noch immer               | — | — | CH68 (1 Wo.)CH | Erstveröffentlichung: 15. Mai 2007       |
| 2009 | Der Traum der Liebe                       | — | — | CH84 (2 Wo.)CH | Erstveröffentlichung: 6. Juli 2009       |
| 2010 | Du bist mein schönstes Gefühl             | — | — | CH51 (2 Wo.)CH | Erstveröffentlichung: 3. September 2010  |
| 2011 | Weil dich mein Herz vermisst              | — | — | CH40 (6 Wo.)CH | Erstveröffentlichung: 8. Juli 2011       |
| 2012 | 24 Karat                                  | — | — | CH91 (1 Wo.)CH | Erstveröffentlichung: 4. Februar 2012    |
| 2012 | Für immer und ewig                        | DE89 (1 Wo.)DE | AT61 (1 Wo.)AT | CH31 (4 Wo.)CH | Erstveröffentlichung: 9. Juli 2012       |
| 2013 | Oldie Party-Hitmix                        | — | — | CH81 (2 Wo.)CH |                                          |
| 2014 | Ich träum’ von dir                        | DE63 (1 Wo.)DE | AT42 (2 Wo.)AT | CH18 (4 Wo.)CH | Erstveröffentlichung: 14. Februar 2014   |
| 2014 | Küsse wie Feuer                           | DE4 (8 Wo.)DE | AT20 (6 Wo.)AT | CH2 Gold · (11 Wo.)CH | Erstveröffentlichung: 20. Juni 2014      |
| 2014 | Das Beste                                 | DE15 (11 Wo.)DE | AT36 (3 Wo.)AT | CH31 (6 Wo.)CH | Erstveröffentlichung: 15. August 2014    |
| 2015 | Sommersehnsucht                           | DE5 (6 Wo.)DE | AT5 (2 Wo.)AT | CH1 (11 Wo.)CH | Erstveröffentlichung: 17. Juli 2015      |
| 2016 | Mega Hit Mix 2                            | — | — | CH53 (2 Wo.)CH | Erstveröffentlichung: 8. April 2016      |
| 2016 | Schiff ahoi                               | DE2 (9 Wo.)DE | AT1 (5 Wo.)AT | CH1 (16 Wo.)CH | Erstveröffentlichung: 1. Juli 2016       |
| 2017 | Das Beste – Zum 40. Jubiläum              | — | — | CH21 (9 Wo.)CH | Erstveröffentlichung: 24. Februar 2017   |
| 2017 | 40 Jahre 40 Hits – Zum Jubiläum das Beste | — | AT39 (2 Wo.)AT | — |                                          |
| 2017 | Aloha                                     | DE2 (8 Wo.)DE | AT5 (4 Wo.)AT | CH1 (11 Wo.)CH | Erstveröffentlichung: 7. Juli 2017       |
| 2018 | Sommerküsse                               | DE2 (6 Wo.)DE | AT6 (3 Wo.)AT | CH1 (11 Wo.)CH | Erstveröffentlichung: 20. Juli 2018      |
| 2018 | Weihnachten mit uns                       | DE12 (3 Wo.)DE | AT65 (1 Wo.)AT | CH8 (6 Wo.)CH | Erstveröffentlichung: 9. November 2018   |
| 2019 | Endlos Liebe                              | DE1 (5 Wo.)DE | AT4 (2 Wo.)AT | CH1 (14 Wo.)CH | Erstveröffentlichung: 10. Mai 2019       |
| 2019 | Platin – Tanz Edition                     | DE15 (2 Wo.)DE | AT34 (1 Wo.)AT | CH5 (1 Wo.)CH | Erstveröffentlichung: 22. November 2019  |
| 2020 | Sommer, Sonne, Honolulu                   | DE3 (5 Wo.)DE | AT1 (3 Wo.)AT | CH1 (15 Wo.)CH | Erstveröffentlichung: 15. Mai 2020       |
| 2020 | Ich küsse einen Engel                     | DE14 (1 Wo.)DE | AT25 (1 Wo.)AT | CH6 (6 Wo.)CH | Erstveröffentlichung: 16. Oktober 2020   |
| 2021 | Bahama Sunshine                           | DE2 (9 Wo.)DE | AT1 (5 Wo.)AT | CH1 (13 Wo.)CH | Erstveröffentlichung: 18. Juni 2021      |
| 2021 | Freunde wie wir                           | DE19 (1 Wo.)DE | AT24 (1 Wo.)AT | CH8 (1 Wo.)CH | Erstveröffentlichung: 12. November 2021  |
| 2022 | Sommersterne                              | DE3 (5 Wo.)DE | AT3 (1 Wo.)AT | CH1 (13 Wo.)CH | Erstveröffentlichung: 13. Mai 2012       |
| 2022 | Heute woll’n wir tanzen                   | DE21 (2 Wo.)DE | AT21 (1 Wo.)AT | CH9 (2 Wo.)CH | Erstveröffentlichung: 4. November 2022   |
| 2023 | Das Beste für alle                        | DE96 (1 Wo.)DE | — | — | Erstveröffentlichung: 24. März 2023      |
| 2023 | Marianna Havanna                          | DE3 (1 Wo.)DE | AT3 (1 Wo.)AT | CH3 (3 Wo.)CH | Erstveröffentlichung: 19. Mai 2023       |
| 2023 | Best Of: Diamant Edition                  | DE27 (1 Wo.)DE | — | CH69 (1 Wo.)CH | Erstveröffentlichung: 29. September 2023 |
| 2024 | Shalala                                   | DE3 (1 Wo.)DE | AT3 (1 Wo.)AT | CH1 (3 Wo.)CH | Erstveröffentlichung: 10. Mai 2024       |
| 2025 | Verliebtes Herz an Bord                   | DE4 (1 Wo.)DE | AT8 (1 Wo.)AT | CH3 (2 Wo.)CH | Erstveröffentlichung: 6. Juni 2025       |

Weitere Alben
- 1983: Sommerwind
- 1984: Liebe für ein ganzes Leben
- 1985: Blaue Rosen
- 1987: Calimeros und ihre Solisten
- 1988: Traumnacht (CH: Platin+Gold)
- 1990: Fröhliche Weihnacht überall
- 1992: 15 Jahre Calimeros
- 1992: Liebe und Geborgenheit
- 1993: Ich vertraue Dir
- 1994: Liebe für die Ewigkeit
- 1995: Mit Dir im 7. Himmel
- 1996: Ich fühl’ wie Du
- 2000: Da war was wie Ewigkeit
- 2001: Du bist der Hammer
- 2002: Buongiorno Amore
- 2004: Wenn die Nacht beginnt
- 2008: Die grossen Erfolge
- 2011: Ihre 60 schönsten Hits
- 2013: Große Erfolge (3er Box)
- 2013: Herzlichst Calimeros
- 2017: My Star

### Bekannte Lieder
- 1983: Kreta
- 1983: Du bist wie die Sterne so schön
- 1985: Tausend Liebesbriefe
- 1991: Blaue Nacht und Rote Rosen
- 2002: Buon Giorno Amore
- Es war damals im September
- Meine kleine Katharina

### Videoalben
| Jahr | Titel                                  | Höchstplatzierung, Gesamtwochen, AuszeichnungChartsChartplatzierungen (Jahr, Titel, Platzierungen, Wochen, Auszeichnungen, Anmerkungen) | Anmerkungen                            |
| Jahr | Titel                                  | CH | Anmerkungen                            |
| ---- | -------------------------------------- | --- | -------------------------------------- |
| 2015 | Sommersehnsucht                        | CH1 (3 Wo.)CH |                                        |
| 2016 | Schiff ahoi                            | CH1 (4 Wo.)CH | Erstveröffentlichung: 1. Juli 2016     |
| 2017 | Aloha                                  | CH1 (4 Wo.)CH | Erstveröffentlichung: 7. Juli 2017     |
| 2017 | Live - 40 Jahre - das Jubiläumskonzert | CH3 (1 Wo.)CH | Erstveröffentlichung: 27. Oktober 2017 |
| 2018 | Sommerküsse                            | CH1 (2 Wo.)CH | Erstveröffentlichung: 20. Juli 2018    |
| 2019 | Endlos Liebe                           | CH1 (2 Wo.)CH | Erstveröffentlichung: 20. Juli 2019    |
| 2020 | Sommer, Sonne, Honolulu                | CH1 (3 Wo.)CH | Erstveröffentlichung: 15. Mai 2020     |

## Auszeichnungen
- smago! Award
  - 2014: in der Kategorie „Erfolgreichstes Schlager-Trio Europas“
  - 2017: in der Kategorie „Erfolgreichste Schweizer Schlagerband aller Zeiten“